# Isavuconazol
Isavuconazolul (formulat și sub formă de promedicament, sulfat de isavuconazoniu) este un antifungic derivat de triazol și tiazol, fiind utilizat în tratamentul unor micoze, precum aspergiloza și mucormicoza invazivă. Căile de administrare disponibile sunt: oral și intravenos.